# El Bramador
El Bramador är en ort i Mexiko.   Den ligger i kommunen Talpa de Allende och delstaten Jalisco, i den sydvästra delen av landet, 600 km väster om huvudstaden Mexico City. El Bramador ligger 356 meter över havet och antalet invånare är 170.
Terrängen runt El Bramador är huvudsakligen kuperad, men norrut är den bergig. Runt El Bramador är det glesbefolkat, med 11 invånare per kvadratkilometer. Närmaste större samhälle är Concepción del Bramador, 4,9 km nordväst om El Bramador. I omgivningarna runt El Bramador växer i huvudsak lövfällande lövskog.